# 貝印
貝印株式会社（かいじるし、Kai Corporation）は、カミソリに代表される刃物を中心とし、調理用品や化粧道具、衛生用品を販売するメーカー。
東京に本社を置く貝印株式会社は販売会社であり、グループ関連企業として岐阜県関市小屋名に、貝印カミソリの製造や、業務用カミソリ、医療用刃物、特殊刃物を専門的に扱う、カイインダストリーズ株式会社がある。

## 概要
1908年にポケットナイフ製造メーカーとしてスタートした。その後、1932年に神戸で剃刀を作っていたドイツ人から機械を購入し、日本初の国産替刃カミソリの製造を開始した。安全剃刀では国内トップのシェア（30%）を持つ。なかでも、使い捨てカミソリにおける国内シェアは50%である。また家庭用品の販売も行なっており、家庭用包丁の国内シェアはトップである。海外では欧米限定発売のダマスカス包丁「旬」がヒットしている。この他眉ハサミやビューラー等の化粧用品小物の他、ツメキリ・クシのような衛生用品やスプーン・フォークなどの食器道具等、刃物をコアとした幅広い商品展開を行っている。
また、ドイツの高級家庭用品ブランド「WMF」やアメリカのキッチン用品ブランド「Chef'n」等の輸入代理店も務めている。

## ブランドマーク
｢貝印｣の社名は、(1) 貝は昔刃物として使われていたこと、(2) 英語の｢シェル (SHELL)｣の発音が、2代目社長の幼名・繁（しげる）に通じること、等いくつかの由来がある。
企業ロゴである「KAI」は、創業80周年を迎えた1988年に導入された。このマークは社員の間では「エッジマーク」と通称され、ウォークマンの生みの親とされるソニーの黒木靖夫の協力によってデザインされた。

## 沿革
※ 沿革｜KAIグループについて｜貝印（外部サイト）
- 1908年（明治41年） - 岐阜県関市に初代遠藤斉治朗が創業。
- 1920年（大正9年） - 合資会社遠藤刃物製作所を設立し、ポケットナイフの生産を充実。
- 1932年（昭和7年） - 関安全剃刀製造合資会社を設立し、初の国産替刃カミソリの製造を開始。
- 1936年（昭和11年） - 関安全剃刀製造合資会社を解散し、日本セーフティーレザー株式会社を設立。
- 1940年（昭和15年） - 日本セーフティーレザー株式会社の商号を日本安全剃刀株式会社に改称。
- 1947年（昭和22年） - 2代目遠藤斉治朗、日本安全剃刀（1953年にフェザー安全剃刀に改称）の販売会社として株式会社フェザー商会を名古屋市に設立。カミソリ、刃物類の卸売業を開業。
- 1949年（昭和24年） - 合資会社三和商会を日本橋馬喰町に設立し、東京に進出。
- 1951年（昭和26年） - 三和ブレード製作所（のちの貝印カミソリ）を設立。貝印初の使い捨てカミソリ「貝印長刃軽便カミソリ」の製造を開始[5]。
- 1954年（昭和29年） - 株式会社フェザー商会と合資会社三和商会を合併し、株式会社三和を設立。
- 1956年（昭和31年） - 貿易部を設け、海外に刃物類の輸出を開始。
- 1967年（昭和42年） - 株式会社三和の商号を三和刃物株式会社に改称。
- 1977年（昭和52年） - アメリカ現地法人 kai cutlery U.S.A. ltd.をポートランド（オレゴン州）に設立。
- 1978年（昭和53年） - 香港現地法人 kai cutlery (H.K.)ltd.を設立。
- 1980年（昭和55年） - ドイツ・ゾーリンゲン市に現地法人 kai cutlery (Europe) GmbH を設立。
- 1982年（昭和57年） - 三和刃物株式会社の商号を貝印刃物株式会社に改称。
- 1984年（昭和59年） - カイサージカルインスツルメント株式会社を設立し、医療用メスの製造を開始。替刃式、使い捨てカミソリを製造する千疋工場を竣工。
- 1988年（昭和63年） - CIを導入。新たなマーク及び社名にて生販一体となった貝印グループとして新たにスタート。田原工場を竣工。
- 1993年（平成5年） - 中国広東省鶴山市に美佳家庭用品有限公司(合弁出資)を設立・稼動。
- 1995年（平成7年） - 中国広東省鶴山市にG.T.I.刃具有限公司(合弁出資)を設立・稼動。
- 1998年（平成10年） - 世界初の替刃式3枚刃カミソリを開発・発売。
- 2004年（平成16年） - 東京本社1・2Fを改装し、「Kai House」オープン。
- 2005年（平成17年） - ミシュラン三ツ星シェフであるミシェル・ブラスとコラボレーションした包丁「Michel BRAS」を発売。「カイ ベトナム有限責任会社（ベトナム工場）」を設立。
- 2007年（平成19年） - 韓国現地法人 韓国貝印株式会社を設立。
- 2008年（平成20年） - 中国広東省広州市に貝印信息咨訽(広州)有限公司を設立。ランパス株式会社を設立。包丁ブランドを「関孫六」に集約。
- 2012年（平成24年） - 「カイ マニュファクチュアリング インディア有限会社」を設立。
- 2014年（平成26年） - エノキアン協会とクロ・リュセ城共催の「レオナルド・ダ・ヴィンチ賞」を日本企業として初受賞。
- 2018年（平成30年） - 創業110周年。小屋名新第1工場を竣工。

## 関係会社

### 国内
- カイインダストリーズ株式会社
- 貝印カミソリ株式会社
- カイコンピューターシステム株式会社
- 株式会社 貝印刃物開発センター
- 貝印物流株式会社新潟流通センター
- 貝印物流株式会社関田原流通センター
- カイスタッフサービス株式会社
- ランパス株式会社

### 国外
- カイ U.S.A.株式会社
- ユニバーサル・レザー・インダストリーズ有限責任会社
- カイヨーロッパ有限会社
- 貝印香港有限公司
- 上海貝印刃具有限公司
- 上海貝印貿易有限公司
- 美佳家庭用品有限公司
- G.T.I.刀具有限公司
- 貝印信息咨訽(広州)有限公司
- 韓国貝印株式会社
- カイ ベトナム有限責任会社

## 主な商品

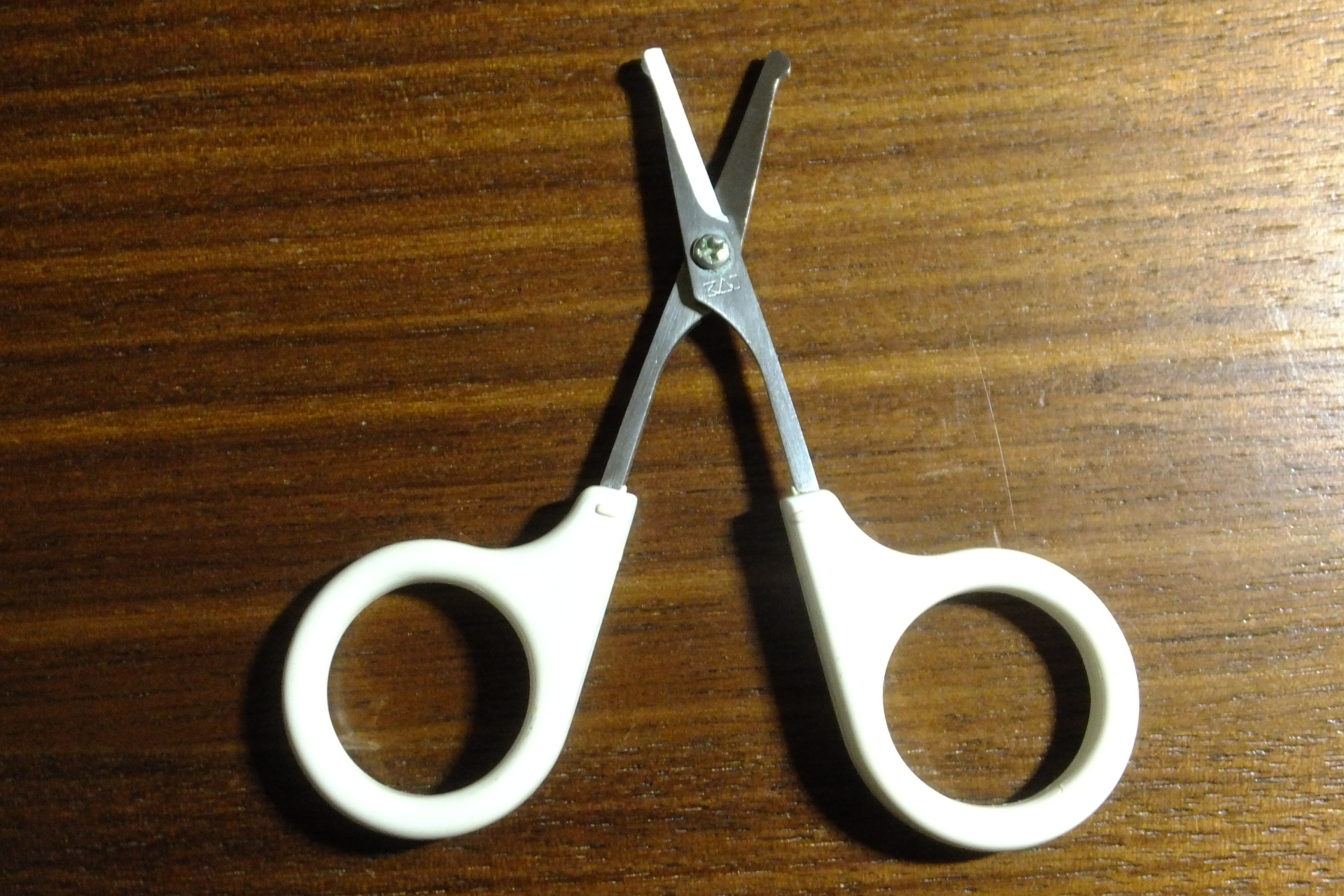
鼻毛切りはさみ

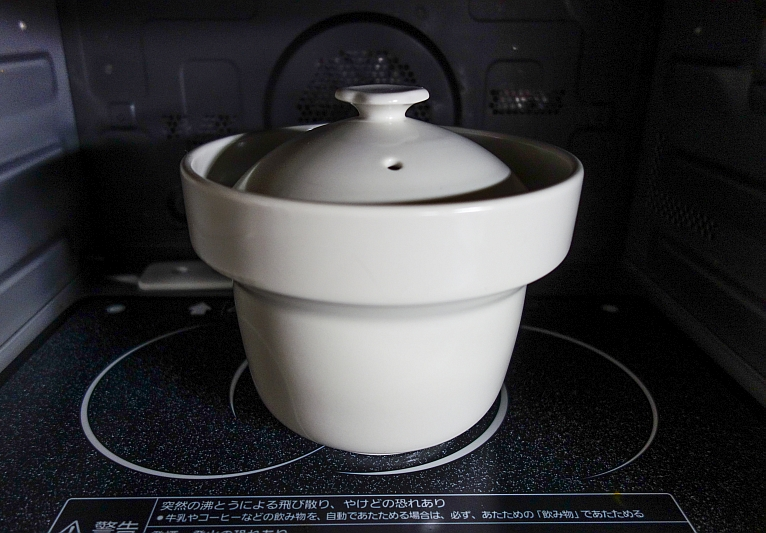
電子レンジ対応の炊飯鍋

- 使い捨てカミソリ・替刃式カミソリ
- 調理用品
- 製菓用品
- 化粧小物
- 衛生用品
- 工業用刃物
- 医療用刃物
- 各種ナイフ（カーショウブランド）

## テレビ番組
- 日経スペシャル カンブリア宮殿 世界で400万本！驚異の大ヒット包丁 刃物の町から挑む100年企業！独自戦略（2014年12月4日、テレビ東京）- 貝印 社長 遠藤宏治氏出演[6]。
- 知られざるガリバー〜エクセレントカンパニーファイル〜（2022年3月5日、テレビ東京）- 貝印 社長 遠藤宏治氏出演[7]

## 宣伝活動
- お仕事体験タウンキッザニア東京で理容店パビリオンのスポンサー（2006年 - )
- 子供から大人までの“ホームパティシエ”が手作りお菓子のアイデアと腕を競う、「お菓子コンクール」開催（1994年 - 2007年）
- 高校生がオリジナルスイーツのアイディアと腕を競う「スイーツ甲子園」開催（2008年 - ）
- テレビCMは、主にカミソリで展開しており、4枚刃カミソリCMでは「4枚目」のKABA.ちゃんを起用した広告を展開した。また、2007年には、ガンダム仕様の替刃カミソリを発売、広告展開し話題となった。2011年にはセント・フォース所属タレントの杉崎美香、八田亜矢子、松本あゆ美、高樹千佳子、美馬怜子の5人を起用して、「女子アナと男性青年との合コン」という設定のCMが放送されている。
- 『パネルクイズ アタック25』をスポンサードしていた時には、辰巳琢郎をコーポレートキャラクターに起用したCM（これはホームキッチンウェア商品が主だった）も展開していた。
- 創業の地、岐阜県関市では、東儀秀樹や古澤巌、小松亮太等の音楽家を招いた文化事業コンサートを開催している。
- ビューティーアンバサダーとして女優の内田理央を起用。（2017年 - ）

## スポンサー番組
- パネルクイズ アタック25（1994年4月 - 1997年3月）
- 辰巳琢郎がメイン司会のワインの番組（2006年 - ）[注 1]
- やべっちF.C.（2008年 - 2009年）
- Life Goes On ～スワサントン BLUES～（2021年1月 - ）